# 헥사데케인
헥사데케인(hexadecane)은 분자식 C16H34, 축약구조식(Condensed structural fomula) CH3(CH2)14CH3을 갖는 알케인이다. 세테인(cetane)이라고도 한다.